# Eina (Oppland)
Eina es una localidad de la provincia de Oppland en la región de Østlandet, Noruega. A 1 de enero de 2017 tenía una población estimada de 732 habitantes.
Se encuentra ubicada en el interior del sur del país, en la zona de los Alpes escandinavos. Eina se encuentra a 12 kilómetros al sur del centro municipal de Raufoss, en la orilla norte del lago Einavatnet. El río Hunnselva atraviesa el pueblo hacia el norte desde el lago Einavatnet hasta el gran lago Mjøsa.